# Церковь Трёх Святителей (Белоомут)
Церковь Трёх Святителей — приходской православный храм в посёлке Белоомут Луховицкого района Московской области. Относится к Луховицкому благочинию Коломенской епархии Русской православной церкви.

## История
Первое упоминание о деревянной церкви во имя Трёх Святителей содержится в писцовых книгах за 1674 год:
« церковь древяна, клецки, о трех главах, святых Трех Святителей Василия Великого, Григория Богослова и Иоанна Златоустого». Каменная церковь на её месте, была построена в 1827 году. на средства крестьян Набатова и Каширина. В середине XIX века, к храму пристроены колокольня, трапезная с приделами: Никольским и Казанской иконы Божией Матери. Приделы освящены в 1879 году. Никольский придел устроен благодарными крестьянами в память белоомутского помещика Николая Огарёва, освободившего крестьян с землёй за ничтожный выкуп задолго до отмены крепостного права. Храм закрыт советскими властями в 1930-х годах.

## Устройство
Церковь выполнена в стиле классицизма, имеет форму продольного креста. Построена из кирпича, оштукатурена. Сохранились росписи последней трети XIX века. Имеет три престола:
- главный во имя Трёх Святителей (Василия Великого, Григория Богослова, Иоанна Златоуста)
- придел Казанской иконы Божией Матери
- придел Николая Чудотворца

## Современная жизнь
Церковь возвращена верующим и вновь открыта в 1991 году, отремонтирована.